# Urspringen
Urspringen település Németországban, azon belül Bajorországban. Lakosainak száma 1420 fő (2023. december 31.). Urspringen Steinfeld, Karlstadt, Zellingen, Birkenfeld, Karbach és Roden községekkel határos.

## Népesség
A település népessége az elmúlt években az alábbi módon változott:
| Lakosok száma | 1034 | 1224 | 1173 | 1160 | 1382 | 1354 | 1371 | 1373 | 1408 | 1420 |
|               | 1875 | 1950 | 1975 | 1987 | 2012 | 2014 | 2016 | 2017 | 2021 | 2023 |